# Rafael Ileto
Rafael M. "Rocky" Ileto (San Isidro, 24 oktober 1920 – Manilla, 19 juni 2003) was een Filipijns generaal en politicus. Ileto was van 1986 tot 1988 minister van Defensie in het kabinet van Corazon Aquino.

## Biografie
Ileto voltooide in 1943 zijn militaire opleiding aan de gerenommeerde Amerikaanse militaire academie West Point in New York. Na zijn terugkeer in de Filipijnen begon hij zijn loopbaan als tweede luitenant in het Filipijnse leger. In 1951 vormde hij een nieuwe eenheid binnen het leger, de "Scout Rangers". Deze eenheid was gespecialiseerd in het vechten in de jungle. Toen president Ferdinand Marcos in 1972 de staat van beleg uitriep was Ileto een van de weinige generaals die weerstand bood. Hij werd daarop uit zijn functie gezet en aangesteld als ambassadeur in Iran en Turkije en later in Laos en Thailand. Van 1975 tot 1978 was Ileto vicecommandant van de Filipijnse strijdkrachten.
Ileto speelde een belangrijke rol voorafgaand aan en tijdens de EDSA-revolutie die leidde tot de val van Marcos. Hij was het die Fidel Ramos in het geheim stimuleerde om samen met Juan Ponce Enrile en een groep ontevreden militairen in opstand te komen na de frauduleuze verkiezingen van 1986. Marcos was hierbij tot winnaar uitgeroepen, maar er waren sterke aanwijzingen dat in werkelijkheid de oppositiekandidaat Corazon Aquino Marcos had verslagen. Tijdens de opstand slaagde Eleto er ook in om commandant der strijdkrachten Fabian Ver ervan te weerhouden om de aanval te openen op de honderdduizenden burgers die een menselijk kordon hadden gevormd tussen de aan Marcos loyale legereenheden en de opstandelingen.
Na de val van Marcos werd Ileto benoemd tot onderminister van Defensie tot hij in 1986 door president Corazon Aquino werd gevraagd voor de positie van minister van Defensie. Zijn voorganger, Juan Ponce Enrile, was door Aquino ontslagen na diens vermeende betrokkenheid bij de geplande staatsgreep in datzelfde jaar. Op 22 januari 1988 diende Ileto zijn ontslag in na onenigheid over de te volgen aanpak bij de bestrijding van de islamitische afscheidingsbeweging in het zuiden van het land en omdat zijn aanbevelingen met betrekking tot de reorganisatie van de strijdkrachten niet werden opgevolgd. Nog dezelfde dag werd Ramos benoemd tot minister van Defensie. Ileto werd hierop door Aquino benoemd tot nationaal veiligheidsadviseur
Ileto overleed op 19 juni 2003 aan de gevolgen van een hartaanval in het Philippine Heart Center in Manilla. Hij werd drie dagen later met volledige militaire eer begraven op het Libingan ng Mga Bayani (erebegraafplaats voor helden) in Camp Bonifacio in Makati City.